# Свани
Свани (на свански: შვანარ, шванар; на грузински: სვანები, свани) са подгрупа грузинци, живеещи основно в Сванетия, регион в Северозападна Грузия. До 1930-те години сваните са причислявани в отделна етническа група.

## История
По време на руското и ранното съветско управление сваните, заедно с мегрелите, са причислявани към отделни етнически групи до 1930-те години, когато са причислени към грузинците. Семействата са малки, като бащата е глава на семейството. Старите жени са високо уважавани. Много дълго време са съхранени и някои традиции отпреди покръстването, като например кръвното отмъщение (лицври). Тази традиция вече е отмряла.

## Език
Сванският език (самоназвание: ლუშნუ ნინ лушну нин; на грузински: svanuri ena) е неписмен език, говорен във високите долини на юг от планината Елбрус в Кавказ. Принадлежи към картвелското езиково семейство, към което спадат още мегрелски, лазки и грузински. Съществуват 4 диалекта, които се различават от другите картвелски езици, особено в речниковия състав. В него са запазени архаизми, които не присъстват в другите три езика. Има и независими езикови промени. Сваните масово владеят и грузински.

## Религия
Сваните са грузински православни християни, като са били покръстени през IV – VI век. Свети Георги, покровителят на Грузия, е най-почитаният светец. Християнството навлиза в Сванетия от Византия, доста по-рано отколкото се разпространява в Русия. Силно се откроява византийското влияние в богослужебните им обреди, в песнопенията, иконописта, фреските и дори в архитектурните паметници.
Въпреки многовековното господство на християнството, сваните съхраняват и голяма част от древната си религия. В нея всички природни явления имат свой култ. Практикува се езическото почитане на Слънцето, Луната и небесните тела. Небето е населено с богове – Гербет на небето, Ал на планините, Ансад на горите, Дали на лова, Квирия на сладострастието и други. В Горна Сванетия християнските вярвания са здраво преплетени с езическите. Например култът към свети Георги (Джграга) се съчетава с култа към Луната. До днес са запазени култът към огъня, водата, домашното огнище.
Всеки отрасъл от стопанството се е свързвал с определени обреди и вярвания, които съпровождат и всички основни моменти в живота – раждане, брак, болест, смърт. Особено живи се оказват обредите, свързани със смъртта. На погребението пристигат не само всички родственици, но и свани от съседни селища. Помен се прави на седмия, 40-ия и 360-ия ден. Тъй като в представите на вярващите мъртвите продължават да живеят и след смъртта си, в леглото на починалия, където се подреждат дрехите и личните му вещи, се оставя и храна. Задължително починалият трябва да бъде погребан в родната земя, в семейното гробище. Запазени са и елементи на жертвоприношението.

## Сванските жилища и кули
Съвременните свански жилища по нищо не се отличават от тези по целия свят. Но традиционните им жилища се срещат единствено при сваните. На първо място впечатлява тяхната възраст – много от тях са изградени още през Средновековието, през 10 – 14 век. Строени са изцяло от камък и са се съхранили прекрасно до наши дни. Всяко жилище е крепост, не в преносен а в пряк смисъл.
Първият етаж служи като зимник и представлява голямо помещение с тясна бойница вместо прозорец. Осветява се само от тънък лъч светлина, процеждаща се през този отвор. По продължение на три от страните му са поставени дървени стенички, предназначени за добитъка. Над първия етаж е разположен сеновалът с малък отвор към помещението за животните на долния етаж.
Над него са спалните помещения. Отопляват се от огнище, разположено в средата на стаята и закрито отгоре с каменна плоча, носена от резбовани дървени крака. Димът се отвежда през отвор към горния етаж и оттам през покрива. Едната стена е заета с шкафове и полици за съдовете и продуктите. По другите три са подредени резбовани дървени нарове, на едната – за жените, а на другата – за мъжете.
Към всяка жилищна сграда е издигната защитна каменна кула. Приема се, че са строени между 9 и 12 век. Някои историци смятат, че кулите са изградени малко по-късно – през 12-13 век, по време на управлението на царица Тамара. В случай на опасност фамилията складира в тях хранителни припаси и вода, а на първия етаж се пазят домашните животни. Жилищните сгради са съединени с кулите с тайни проходи, известни само на старейшините на рода. Понякога са строени и лъжливи пасажи, завършващи с капани. На над 2 метра от повърхността кулите нямат нито врати, нито прозорци. По-нагоре, на нивото на втория или третия етаж, се предвижда малка врата, достъпът до която става само с подвижна стълба. На върха на кулата се изгражда наблюдателна площадка. Понякога се налагало в тях да се живее в продължение на години, докато заплахата отмине.

## Личности
- Нана Йоселиани
- Софо Геловани